# St. George (Carolina del Sur)
St. George es un pueblo ubicado en el condado de Dorchester en el estado estadounidense de Carolina del Sur. Es sede del condado de Dorchester. El pueblo en el año 2000 tiene una población de 2.092 habitantes en una superficie de 6.9 km², con una densidad poblacional de 301.1 personas por km². 

## Geografía
St. George se encuentra ubicado en las coordenadas 33°11′13″N 80°34′42″O / 33.18694, -80.57833. Según la Oficina del Censo, el pueblo tiene un área total de 6,9 km² (2,7 mi²), de la cual 6,9 km² (2,7 mi²) es tierra y 0 km² (0 mi²) (0.0%) es agua.
Se encuentra muy cerca del cruce de la Interestatal 26 y la Interestatal 95.

## Demografía
En el 2000 la renta per cápita promedia del hogar era de $24.651, y el ingreso promedio para una familia era de $40.000. El ingreso per cápita para la localidad era de $13.389. En 2000 los hombres tenían un ingreso per cápita de $27.639 contra $19.957 para las mujeres. Alrededor del 18.7% de la población estaba bajo el umbral de pobreza nacional. 

### Localidades adyacentes
El siguiente diagrama muestra a las localidades en un radio de 24 kilómetros (14,9 mi) de St. George.